# Die goldene Pille
Die goldene Pille ist ein deutscher Aufklärungsfilm rund um die Antibabypille des deutschen Produzenten und Regisseurs Horst Manfred Adloff, der auch eine kleine Rolle übernommen hat.

## Handlung
Bundesrepublik Deutschland 1967. Der Film versucht ein Stimmungsbild über eine Gesellschaft abzugeben, die auch im sexuellen Bereich einen tiefgehenden Wandel durchlebt. Im Zentrum stehen drei Schülerinnen, die ihre Sexualität entdecken und mit der Verklemmtheit ihrer bereits erwachsenen Umwelt konfrontiert werden. Elke Marwitz beispielsweise, eine aufgeklärte, lebenslustige, brünette, junge Frau erhält die Antibabypille, die ihr ermöglicht, ihre Sexualität nach freiem Willen auszuleben. Ohne Schuldgefühle und ohne Nebenwirkungen. Als Gegenbeispiel wird ihre Freundin Bärbel vorgestellt. Auch sie, die mit einem sehr viel älteren und noch dazu verheirateten Mann zusammen ist, hätte zwar gern diese „goldene Pille“, doch mit moralinsaurer Miene und erhobenem Zeigefinger verweigert ihr die Frauenärztin ein entsprechendes Rezept und verordnet stattdessen Keuschheit. Da sie diesen „guten Ratschlag“ nicht beherzigt, wird sie prompt schwanger und sieht sich genötigt, ins Ausland zu fahren, da Schwangerschaftsabbrüche im Zeitalter der katholischen CDU-Herrschaft (damals) nicht möglich sind. Die Dritte im Bunde ist die (nicht nur sexuell) verklemmte Lissy Bergner, die generell allen Schwierigkeiten aus dem Wege geht.
Angesichts dieser für die jungen Frauen  unbefriedigenden Situation – selbst die libertine Elke sieht sich ständig unter Druck gesetzt und träumt sogar davon, dass die gesetzten Herren der selbsternannten, bundesrepublikanischen Moralinstitutionen sie regelrecht verfolgen – beginnen die Primanerinnen sich zu organisieren, arbeiten einen an die Schülerschaft verteilten Fragebogen aus und kämpfen schließlich für die freizügige Abgabe der Antibabypille auch an junge, unverheiratete Frauen. Ihr Aufklärungsfeldzug erregt Aufruhr und stößt rasch auf massiven Widerstand im Establishment, verkörpert durch die Institutionalisten in der Kirche und an der Schule in Gestalt von dessen Direktor, der sich über den Fragebogen lautstark empört, und großen Teilen der Lehrerschaft. Nur einer der Pauker verhält sich anders. Seine Vita wird in einem weiteren Handlungsstrang aufgerollt. Es handelt sich dabei um den fünffachen Vater Studienrat Dr. Holthoff, dessen Eheleben sich als äußerst schwierig gestaltet. Denn seine Frau ist stark gläubig, verweigert sich der Pille und ist bereits zum fünften Mal schwanger. Holthoff muss, ob er will oder nicht, sich mit dem ungewollten Kindersegen abfinden. Seine Kollegen sind erstaunt, dass ausgerechnet er sich für die Belange und Forderungen der jungen Frauen nach der „goldenen Pille“ einsetzt. 
Am Ende bleibt jedoch alles beim alten: Die Schülerinnen bestehen ihr Abitur und die Schulbehörde legt diesen Fall der „Rebellion“ einfach zu den Akten. Aus dem Off ertönt eine mahnende Stimme, die auf die Überbevölkerung der Erde und die ungewollte Schwangerschaft von Schülerinnen als Argumente für die Schwangerschaftsverhütung hinweist.  

## Produktionsnotizen
Es handelt sich bei diesem Film um ein frühes Produkt der so genannten Sex- und Aufklärungsfilm-Welle, die ihre Hoch-Zeit wenig später mit den Oswalt-Kolle-Filmen erleben sollte. Adloff drehte den Film ohne Subventionen in seinem eigenen Refugium, einer als Ateliersprovisorium dienenden ehemaligen Wassermühle an der Mangfall. Zuvor informierte er sich durch Interviews mit jungen Mädchen auf den Straßen von München über deren erotische Beziehungen und Ansichten zum Thema Empfängnisverhütung. Alle drei gezeigten Fälle beruhten laut Adloff auf Tatsachenmaterial. Die goldene Pille wurde 1967 gedreht und am 11. Januar 1968 im Münchner Luitpold-Filmtheater uraufgeführt. 
Das Film-Werbeplakat, auf dem sich die nackte Elke in einem (Alp-)Traum von acht graumelierten Herren in Anzügen und mit Hüten auf einem Schaufelbagger verfolgt sieht, wurde zunächst nicht zugelassen. Die erste Instanz der FSK behauptete: „Die Darstellung einer fast nackten Frau regt die sexuelle Phantasie Jugendlicher im Entwicklungsalter stark an, was ihrer sittlichen Erziehung abträglich ist.“ Die dritte Instanz kam jedoch zu einer gegenteiligen Einschätzung: „Von dem schönen Körper des Mädchens geht weder eine erotisierende noch eine sexuelle Wirkung aus.“

## Kritiken
Die zeitgenössische Presse reagierte durchweg ablehnend auf den neuen Film des Produzenten von Es. Ponkie schrieb in der Abendzeitung vom 13. Januar 1968, Adloffs Film habe sie geärgert, weil seine Argumente stimmten: „Und weil er diese Argumente durch einen rüden Stilverhau von Knüppel-aus-dem-Sack-Szenen mit dilettantischem Kunstgetue in Grund und Bode holzt.“
Der Spiegel, Nr. 4 vom 22. Januar 1968 kritisierte: „Der Münchner Bildhauer und Kunststoff-Fabrikant Horst Manfred Adloff, 40, hatte als Produzent ("Es") dem jungdeutschen Kino auf die Beine geholfen; als Autor-Regisseur eines dilettantischen Pro-Pille-Films bringt er es wieder herunter. Adloff lenkt ein Rudel Primanerinnen durch ein Lichtspiel voll Klischees und Schwulst. Die Mädchen wollen mit der Pille leben, aber knarzende Pädagogen, ölige Popen und deutschnationale Biertrinker schnauben dawider; selbst im Traum fühlt sich die keckbrüstige Petra Pauly, bloß bis auf ein Handtuch, von ihnen verfolgt. (…) Adloffs Stelzdialoge, nach Laienart gesprochen, haben eine wundersame Wirkung: Heinrich Lübke, dessen Helmstedter Stotter-Rede im Film leicht gekürzt zu einem Liebesspiel ertönt, erscheint daneben als wortgewaltiger Demosthenes.“
Die Zeit vom 19. Januar 1968 schrieb: „Ein Aufklärungsfilm mit Anliegen, in der Inszenierung inspiriert von Werbespots für Melabon oder Halazon. Weniger, als daß er von der Pille handelte, macht dieser Film sie überflüssig: Als sexueller Appetithemmer wirkt er wenigstens vier Wochen.“
In dem katholischen Handbuch Filme 1965–70 wurde massiv gegen den Film agitiert. Dort hieß es: „Ein auf peinliche Weise dummer Film  mit deutlichen antikatholischen Affekten, der dem Problem der Familienplanung und verantworteten Elternschaft in keiner Weise  gerecht wird und die Diskussion darüber innerhalb der katholischen Kirche verfälscht und karikiert. – Wir raten ab.“ Auch der Evangelische Film-Beobachter hält nicht viel von dem Streifen: „Das Regie-Debut des […] Horst Manfred Adloff bietet sich als Nackedei-Filmchen im Stil von FKK-Werbesprüchen dar und ist von einer fairen Diskussion des Pillen-Themas weit entfernt. Wir lehnen ab.“
Im Lexikon des Internationalen Films heißt es: „Ein einfältiges Traktat mit modisch-spekulativem Gestus; Teil der deutschen Aufklärungswelle in den 60er Jahren.“